# Avira AntiVir
Avira Antivirus (do roku 2011 Avira AntiVir) je antivirový program vyvíjený od roku 1988 německou firmou Avira. Od roku 2022 je značka součástí portfolia společnosti Gen Digital. 
Produkty Avira pravidelně získávají nejvyšší ocenění AV-Comparatives a v detekci se umisťují vždy na 1. nebo 2. místě.[zdroj⁠?!] Avira free se tak může srovnávat i s konkurenčními placenými antiviry jako jsou např. NOD32, AVG či Avast.[zdroj⁠?!]

## Vlastnosti
Program je k dispozici ve 3 verzích:

### Avira Free Antivirus
Avira Free Antivirus je freewarový antivirus určený pro osobní použití. Podobně jako ostatní antivirové programy vyhledává viry na disku, ověřuje každý otevřený a zavřený soubor. Dále umí detekovat a mazat rootkity. Při internetových updatech program otevírá okno s reklamou pobízející uživatele ke koupi placené verze.

### Avira Antivirus Premium
Avira Antivirus Premium zajišťuje širší ochranu proti virům, malwaru, červům, trojanům, adwaru, spywaru a phishingu. Tato verze disponuje také kontrolou příchozí pošty přes protokol POP3.

### Avira Internet Security
Komplexní balík obsahující Antivirus, Anti-Adware, Anti-spyware, Anti-Dialer, emailovou ochranu (POP3), Personal Firewall, Antispam, Anti-phishing, Anti-Bot, RescueCD, funkce pro zálohu dat, WebGuard a další.

## Recenze a ocenění
- AV-Comparatives[1] udělil Avira Antivirus Premium v květnu 2011 nejvyšší vyznamenání ‘Advanced Plus Award***’.
- V lednu 2008 Avira Antivirus obdržel od Anti-Malware Test Lab [2] hodnocení 6.5 z 8 v testech detekce a odstranění rootkitů a 71% v pro-aktivní virové detekci. Oba testy obdržely kvalifikaci ‘Gold’, tedy nejvyšší hodnocení.